# Renato Vrbičić
Renato Vrbičić (Šibenik, 21. studenoga 1970. – Šibenik, 12. lipnja 2018.), bio je hrvatski vaterpolist, osvajač srebrnog odličja na Olimpijskim igrama u Atlanti 1996. godine. 
Godine 1994. zajedno s Vjekoslavom Kobešćakom dijeli priznanje Hrvatskog vaterpolista godine.
Od 2015. godine do 2018. godine bio je trener vaterpolista šibenskoga Solarisa.
Preminuo je u snu, 12. lipnja 2018. godine, u 4:20 sati u svom domu u Šibeniku, od srčanog udara.

## Vanjske poveznice
- (engl.) Youtube: Renato Vrbicic Great goal in Atlanta 96' water polo